# Ōamishirasato
Ōamishirasato (大網白里町?) è una cittadina giapponese della prefettura di Chiba.